# Bremen (estado)
Bremen, tradicionalmente en español Brema (en alemán: Bremen, pronunciado /ˈbʁeːmən/ⓘ), es el más pequeño de los 16 estados federados (Bundesländer) en que se divide Alemania. Es también una de las tres Stadtstaaten (ciudades-estado) del país. Tiene una población estimada, a fines de 2020, de 680 130 habitantes.
La «Ciudad libre hanseática de Bremen» (en alemán: Freie Hansestadt Bremen, pronunciado /ˈfʁaɪ̯ə ˈhanzəˌʃtat ˈbʁeːmən/) consiste de dos ciudades separadas enclavadas en el estado federado de Baja Sajonia: las ciudades de Bremen y Bremerhaven. Esta última se encuentra a orillas del mar del Norte (su nombre en alemán significa «puerto de Bremen»).

## Historia
En la Edad Media Bremen fue una ciudad importante dentro de la Liga Hanseática.
En 1810 fue incorporada al Primer Imperio Francés por Napoleón I.
Tras el final de la Segunda Guerra Mundial, Baja Sajonia fue ocupada por el ejército del Reino Unido; sin embargo, Bremen quedó bajo la ocupación del ejército de Estados Unidos.
Entre 1832 y 1974, más de siete millones de personas emigraron desde los puertos de Bremen y Bremerhaven con destino a los Estados Unidos de América.

## Política

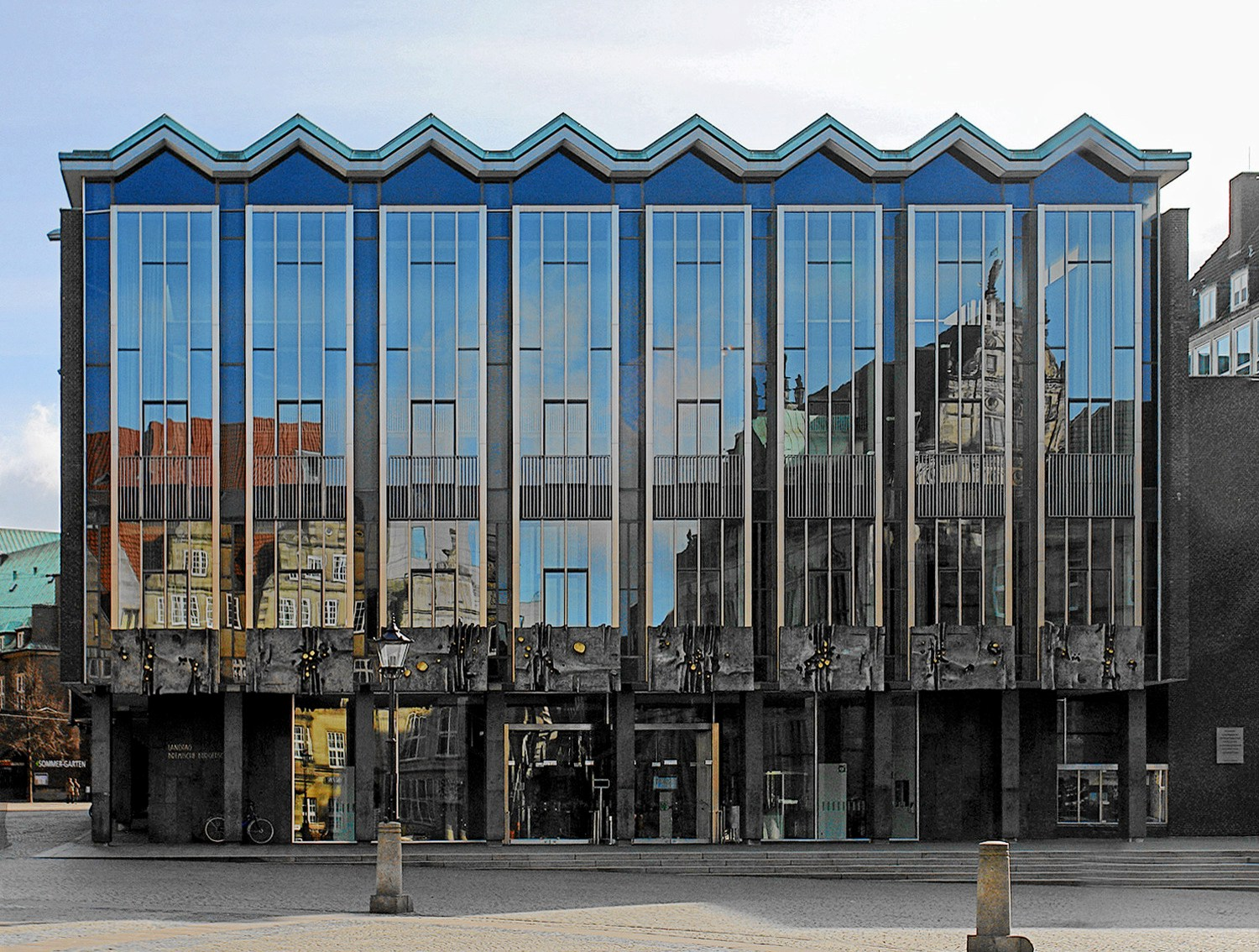
Sede del Parlamento de Bremen

El poder ejecutivo de Bremen recae en el Senado de Bremen, que es presidido por el presidente del Senado, quien a su vez ostenta el cargo de Alcalde de Bremen. Es también secundado por el "teniente de alcalde" o "segundo alcalde" (vicealcalde).
El poder legislativo recae en el parlamento regional, denominado "Bremische Bürgerschaft" (Ciudadanía de Bremen), que también elige al Alcalde. Consta de 84 miembros.

## Economía
Bremerhaven, el puerto de Bremen, constituye el segundo puerto importante para importaciones y exportaciones de vehículos en la Unión Europea (UE), después de Róterdam, en los Países Bajos.
Bremen es actualmente una ciudad industrial que cuenta con empresas como EADS y DaimlerChrysler.

## Cultura
Premio de Solidaridad de Bremen
El Senado de Bremen creó, en su sesión del 10 de noviembre de 1987, el llamado Premio de Solidaridad de Bremen, para honrar el compromiso de personas y organizaciones que trabajan para superar la injusticia en las relaciones Norte-Sur y las consecuencias del colonialismo y el racismo. Con este propósito constituyó un Consejo del Premio de Solidaridad, conformado por representantes de la sociedad civil y grupos de derechos humanos locales. El Premio que se otorga consiste en una estatua que representa a los famosos músicos de Bremen, así como una suma de dinero que actualmente se eleva a 5000 euros.
Premiados:
- 1988: Winnie y Nelson Mandela, de Sudáfrica.
- 1990: Obispo luterano Medardo E. Gómez y Tomasa de Jesús Ruiz, CRIPDES, de El Salvador.
- 1992: Davi Copenawa, indígena Yanomami, de Brasil.
- 1994: Aung San Suu Kyi, de Birmania.
- 1995: Han Dong-Fang, de China.
- 1997: Nadjet Bouda, Hetti Arachchi Indra Samanmalie y Brigitte Erler.
- 2001: Marguerite Barankitse y Melanie Ntahongendera, de Ruanda.
- 2003: Sumaya Farhat-Naser (Territorios Palestinos) y Gila Svirsky (Israel).
- 2004: Elsa de Oesterheld (Argentina) y Kuno Hauck (Alemania), representantes de la Comisión de Madres y Familiares de los desaparecidos alemanes y de la Coalición contra la Impunidad, respectivamente.
- 2006: Ana del Carmen Martínez, representante de las Comunidades de Paz, y Carolina Pardo Jaramillo, hermana franciscana, ambas de Colombia.

Fuente: Der Bremer Solidaritäspreis. Freie Hansestadt Bremen.